# Svenska bokförlaget
Svenska bokförlaget var ett bokförlag i Sverige, inriktat på läromedel och ordböcker, däribland Svenska Akademiens ordlista, flera stora översättningsordböcker, Folkskolans läsebok och Nordisk skolatlas.
Förlaget grundades genom att Bonniers och Norstedts 1928 slog samman sina avdelningar för undervisningslitteratur. Birger Beckman (1906–1984) blev 1950 vice VD och var 1952–1968 VD, varefter han 1968–1972 var VD för AB Läromedelsförlagen. De sista böckerna med förlagsnamnet Svenska bokförlaget utgavs 1970.
1973 grundades Esselte Studium genom uppköp och sammanslagning med Skrivrit. Efter några fler ägarbyten, gavs de stora ordböckerna (nu med randiga omslag) under några årtionden åter ut av Norstedts, men övertogs i september 2015 av Nationalencyklopedin.